# Liste de jeux Windows (I)
Cette liste de jeux Windows dont le titre commence par la lettre I recense des jeux vidéo sortis sur le système d'exploitation Windows pour PC.
Pour un souci de cohérence, la liste utilise les noms français des jeux, si ce nom existe.
Cette liste est découpée, il est possible de naviguer entre les pages via le sommaire.
- I.G.I.-2: Covert Strike
- I Am Alive
- I Am Bread
- I Am Setsuna
- I Expect You to Die
- I Have No Mouth, and I Must Scream
- I Wanna Be The Guy: The Movie - The Game
- I Was an Atomic Mutant!
- I Feel Fantastic
- I-Fluid
- I-Ninja
- I-War
- Ib
- Ibb and Obb
- iCarly
- iCarly: iSock It to 'Em
- Ice and Fire
- Ice Hockey Club Manager 2005
- Icebreaker
- Iced!
- Icewind Dale
  - Icewind Dale: Heart of Winter
  - Icewind Dale: Heart of Winter - Trials of the Luremaster
- Icewind Dale II
- Iconoclasts
- Icy Tower
- Identity V
- If My Heart Had Wings
- iF-16
- Igor, le jeu
- IHF Handball Challenge 12
- IHF Handball Challenge 13
- IHRA Drag Racing
- Iji
- Ikachan
- Ikaruga
- IL-2 Sturmovik
- IL-2 Sturmovik: Forgotten Battles
  - IL-2 Sturmovik: Forotten Battles - Ace Expansion Pack
- IL-2 Sturmovik: 1946
- IL-2 Sturmovik: Birds of Prey
- IL-2 Sturmovik: Cliffs of Dover
- IL-2 Sturmovik: Great Battles
- Île Lego 2, L': La Revanche de Casbrick
- Île mystérieuse de l'oncle Ernest, L'
- Île noyée, L'
- Illusion: A Tale for the Mind
- ilomilo
- Immaterial and Missing Power
- Immortal Cities : Les Enfants du Nil
- Immortals Fenyx Rising
- Imogen
- Imouto Paradise!
- Imouto Paradise! 2
- Imouto Paradise! 3
- Impact Winter
- Imperator: Rome
- Imperial Glory
- Impérialisme
- Imperialism II: Age of Exploration
- Imperishable Night
- Imperium Galactica II: Alliances
- Imperium: Great Battles of Rome
- Imperium Romanum
- Impire
- Impossible Creatures
  - Impossible Creatures: Insect Invasion
- Impossible Spell Card
- Impostor Factory
- Impressionnistes, Les
- In memoriam
  - In memoriam : La Treizième Victime
- In memoriam : Le Dernier Rituel
- In Other Waters
- In the 1st Degree
- In the Groove
- In the Hunt
- Incredible Adventures of Van Helsing, The
- Incredible Adventures of Van Helsing II, The
- Incredible Adventures of Van Helsing III, The
- Incoming
  - Incoming: Subversion
- Incoming Forces
- InCrazyBall
- Incredible Hulk, The
- Incredipede
- Incroyables Machines du professeur Tim 3, Les
- Incubation: Time Is Running Out
  - Incubation: The Wilderness Missionsn
  - Incubation: Hidden Worlds
- Independence Day
- Induction
- Indestructibles, Les
- Indestructibles, Les : La Terrible Attaque du Démolisseur
- Indiana Jones and His Desktop Adventures
- Indiana Jones et la Machine infernale
- Indiana Jones et le Mystère de l'Atlantide
- Indiana Jones et le Tombeau de l'empereur
- Indivisible
- Industry Giant
  - Industry Giant: Expansion Set
- Industry Giant II
- IndyCar Racing II
- IndyCar Series
- Infectious Madness of Doctor Dekker, The
- Infernal
- Infernax
- Inferno Climber
- Infestation (2000)
- Infestation: Survivor Stories
- Infinifactory
- Infiniminer
- Infinite Crisis
- Infinity
- Inherent Evil: The Haunted Hotel
- Inherit the Earth: Quest for the Orb
- Inindo: Way of the Ninja
- Injustice : Les dieux sont parmi nous
- Injustice 2
- InkBall
- Initial D: Mountain Vengeance
- Initial D: Second Stage Typing Game
- Inmost
- InnerSpace
- Inquisition
- Inquisitor
- Insane
- Insanely Twisted Shadow Planet
- Insaniquarium
- Insecticide
- Inside
- Inside My Radio
- Insidia
- Insurgency
- Insurgency: Modern Infantry Combat
- Insurgency: Sandstorm
- International Cricket Captain
- International Cricket Captain 2
- International Cricket Captain III
- International Cricket Captain 2000
- International Cricket Captain 2002
- International Cricket Captain 2005
- International Cricket Captain 2006
- International Cricket Captain 2007
- International Cricket Captain 2008
- International Cricket Captain 2009
- International Cricket Captain 2010
- International Cricket Captain 2011
- International Cricket Captain 2012
- International Cricket Captain 2013
- International Cricket Captain 2014
- International Cricket Captain 2015
- International Cricket Captain 2016
- International Rally Championship
- International Superstar Soccer 3
- International Tennis Open
- Interpol: The Trail of Dr. Chaos
- Interstate '76
  - Interstate '76: Nitro Pack
- Interstate '82
- Interstellar Marines
- Intervilles
- Into the Breach
- Inversion
- Invictus: In the Shadow of Olympus
- Invisible Hours, The
- Invisible, Inc.
- Ion Assault
- Ion Fury
- iRacing
- Iratus: Lord of the Dead
- Iris and the Giant
- Iron Brigade
- Iron Danger
- Iron Front: Liberation 1944
- Iron Grip: Marauders
- Iron Grip: Warlord
- Iron Harvest
- Iron Helix
- Iron Maiden: Ed Hunter
- Iron Man
- Iron Sky: Invasion
- Iron Storm
- Iron Warriors: T-72 Tank Command
- Ironclad Tactics
- Ishar: Legend of the Fortress
- Ishar 2: Messengers of Doom
- Ishar 3: The Seven Gates of Infinity
- Isis
- Island
- Island Saver
- Island Xtreme Stunts
- Islanders
- Istaria: Chronicles of the Gifted
- It Takes Two
- Italian Job, The
- Iter Vehemens ad Necem
- Ittle Dew

| Sommaire : | Haut - A B C D E F G H I J K L M N O P Q R S T U V W X Y Z 0-9 |